# Olga Pierri
Olga Pierri   (3 de juny de 1914 - Montevideo, 28 de setembre de 2016) va ser una concertista, guitarrista i docent uruguaiana.

## Biografia
Des de molt jove, Olga Pierri va rebre la influència artística del seu pare, el músic i compositor José Pierri Sapere, de qui va obtenir les seves primeres classes de guitarra, utilitzant un mètode desenvolupat per ell, a més del mètode de Pascual Roch. També va rebre influències d'altres músics com Atilio Rapat i Julio Martínez Oyanguren, i va fer amistat amb Agustín Carlevaro.
A partir del 1948 va conformar un conjunt femení de guitarristes integrat per 4 i de vegades 5 membres, entre les que es van trobar a més de Pierri, Teté Richi, Margot Prieto, Margarita Quadros, Carmen Torrazza, Matilde Sena i Margot Sene. Aquest conjunt va aconseguir ser conegut a l'Uruguai, i mitjançant el mateix es van popularitzar o van donar a conèixer cançons del folklore uruguaià i llatinoamericà, les transcripcions i arranjaments de les quals eren efectuats per la mateixa Pierri. El 1952 el conjunt estrena el Concert núm. 1 per a cinc guitarresm del compositor i musicòleg argentí Alberto Soriano Thebas, i el 1957, del mateix autor, estrenen Concert núm. 2 per a quatre guitarres. Ambdues obres van ser gravades i editades en disc el 1958.
El 1957, el conjunt va participar d'un festival llatinoamericà a Montevideo, organitzat pel Servei Oficial de Difusió, Representacions i Espectacles (SODRE), i va brindar concerts en repetides oportunitats en importants escenaris uruguaians, com el Teatre Solís, en els anys 1948, 1949 i 1952, entre d'altres. El grup va tenir actuació pública fins a mitjans de la dècada del 1960.
Fins al final dels seus dies, Pierri va continuar fent classes a casa seva a Punta Carretas.
El 7 de gener de 2016 li va ser realitzada una entrevista per part de Daniel Viglietti, Rubén Olivera, Coriún Aharonián i Álvaro Pierri, que va ser publicada pel Centre Nacional de Documentació Musical Lauro Ayestarán.

## Discografia
- Olga Pierri y su Conjunto Folklórico Femenino de Guitarra (Sondor SLP-017. ca. 1955).
- Concierto Nº1 para cinco guitarras i Concierto Nº2 para cuatro guitarras (Conjunto de guitarras de Olga Pierri. ARCA FH001. 1958 reeditat en CD el 2010).
- Conjunto de guitarras de Olga Pierri (Orfeo ULP 2769. ca. 1963).
- Milonga / Gato (simple. SONDOR 15010).
- Pericón Nacional / El cuando (simple. SSONDOER 50088. 1966).